# 독고부
독고부(獨孤部)는 중국 고대 부족으로 독고씨(獨孤氏)를 핵심으로 하는 흉노 부족이다. 오호십육국(五胡十六國) 시대 기재되기 시작하였다. 남흉노(南匈奴)의 한 지파였으나 후에 선비(鮮卑) 탁발부(拓跋部)에 가입하였고 탁발씨(拓跋氏)와 통혼하여 탁발부의 귀족이 되었다. 후대는 태반이 한화(漢化)되어 유씨(劉氏)와 독고씨(獨孤氏)의 시조가 되었다.

## 역사
독고부의 역사는 서진(西晉)의 유맹(劉猛)부터 시작된다. 유맹은 남흉노 도각부(屠各部)의 후예였다. 유맹이 피살된 후에 아들 유부륜(劉副侖)이 일부 부락을 이끌고 선비 탁발부로 망명하였고, 독고부의 시조가 되었다. 나머지 부락은 철불부(鐵弗部)가 되었다.
독고부와 탁발부의 황족 탁발씨 사이에는 장기간 통혼이 이뤄졌다. 탁발규(拓跋珪)는 전진(前秦)이 대(代)를 멸망한 후에 하란부(賀蘭部)와 독고부에 숨었으며, 이로 인해 독고부도 북위(北魏) 훈신팔성(勛臣八姓) 중 하나가 되었다.

## 역대 독고부 대인
『신당서(新唐書)』 「재상세계표(宰相世系表)」와 『위서(魏書)』 기록에 의거하면 독고부의 지도자 대인(大人)은 다음과 같다.
1. 유시리(劉尸利) : 유진백(劉進伯)의 아들, 흉노(匈奴) 곡려왕(谷蠡王)(『신당서(新唐書)』 「재상세계표(宰相世系表)」)
2. 유오리(劉烏利) : 유시리의 아들(『신당서(新唐書)』 「재상세계표(宰相世系表)」)
3. 유맹(劉猛) : 유오리의 아들, 거비(去卑)의 동생
4. 유부륜(劉副侖) : 유맹의 아들
5. 유로고(劉路孤) 유부륜의 아들？
6. 유고인(劉庫仁,?~383) : 유로고의 아들, 대국(代國) 남부대인(南部大人)
7. 유권(劉眷, 383~385）: 유고인의 동생, 대국(代國) 북부대인(北部大人)
8. 유현(劉顯, 385~387）: 유고인의 아들
  - 유라진(劉羅辰) : 유권의 차남